# Cyrtomidictyum
Cyrtomidictyum es un género de helechos perteneciente a la familia  Dryopteridaceae. Contiene cuatro especies.

## Taxonomía
El género fue descrito por Ren Chang Ching y publicado en Bulletin of the Fan Memorial Institute of Biology : 10(3): 182. 1940. La especie tipo es: Cyrtomidictyum lepidocaulon (Hook.) Ching

## Especies aceptadas
A continuación se brinda un listado de las especies del género Cyrtomidictyum aceptadas hasta noviembre de 2014, ordenadas alfabéticamente. Para cada una se indica el nombre binomial seguido del autor, abreviado según las convenciones y usos.	
- Cyrtomidictyum basipinnatum (Baker) Ching
- Cyrtomidictyum conjunctum Ching
- Cyrtomidictyum faberi (Baker) Ching
- Cyrtomidictyum lepidocaulon (Hook.) Ching